# Alfred Krupa
Alfred Freddy Krupa (Krūppa)  (Karlovac, 14. lipnja 1971.) hrvatski je slikar, crtač i grafičar, umjetnik knjige (book artist).
Jedan od najčitanijih svjetskih umjetničkih časopisa Aesthetica iz Velike Britanije Krupu opisuje kao pionirsku silu suvremenog slikarskog pokreta New Ink Art, a za što je stekao međunarodno priznanje. Istovremeno njemački Allgemeines Kunstlerlexikon (AKL, Opći leksikon umjetnika) navodi da se smatra vodećim predstavnikom modernog europskog slikarstva tušem.
Odlikovan Redom Danice Hrvatske s likom Marka Marulića za iznimne zasluge na području kulture i izuzetan doprinos promicanju hrvatske likovne umjetnosti u zemlji i inozemstvu.
Dobitnik Nagrade Grada Karlovca.
Panel sastavljen od generalnih direktora nekih od najvećih sajmova umjetnosti u Europi (Discovery Art Fair -  Njemačka, Florence Biennale - Italija) i Sjedinjenim Državama (Artexpo New York, Red Dot Miami & Spectrum Miami, Art Santa Fe, Art San Diego, i Artexpo Dallas) u suradnji s uredništvom izraelskih Art Market Magazina i Lens Magazina iz Tel Aviva uvrstili su ga na zlatnu listu najboljih suvremenih umjetnika današnjice 2022. godine (The Gold List of the Top Contemporary Artists of Today).

## Životopis

### Obitelj
Alfred Krupa treći je slikar u svojoj obitelji. Pradjed Jan ubijen je u nekom ustanku u Galiciji oko 1919. Njegov djed, Alfred Joseph Krupa (Alfred Krūppa stariji) (Mikolow Poljska 1915. – Karlovac 1989.), akademski slikar, sportaš i izumitelj, bio mu je prvi mentor. Alfred Krupa stariji prvi je puta izlagao u Hrvatskoj na izložbi umjetnika partizana tijekom Prvog kongresa kulturnih radnika Hrvatske održanoj u Topuskom od 25. do 27. lipnja 1944. godine. Obitelj Krupa (djed i djedova sestra) registrirane su žrtve nacističkog progona u Arhivu Arolsen – Međunarodnom centru za nacistički progon u Njemačkoj.
Krupin otac, dipl. ing. građ. i bojnik u rezervi Mladen Krupa (rođen 1949.), autor je lakog prijenosnog bunkera za utvrđenje rovova Kruppa-M91, izrađenog i korištenog 1991./1992. godine diljem karlovačke bojišnice.

### Obrazovanje
Diplomirao je slikarstvo 1995. godine na Akademiji likovnih umjetnosti u Zagrebu u klasi Zlatka Kauzlarića Atača, s temom akvarel. Godine 1992. dobio je stipendiju Grada Karlovca, a 1998. godine stipendiju japanske vlade na Tokyo Gakugei University, Research Institute for Fine Arts, Tokyo. Godine 2005. godine stekao je zvanje profesora crtanja i slikanja.

### Umjetnički rad
Izlagao je na dvadesetak samostalnih izložbi, te velikom broju skupnih od lokalnog i nacionalnog karaktera, te u inozemstvu. Učesnik je niza referentnih likovnih kolonija diljem Hrvatske. Autor je 4 mape grafika i crteža, velikog broja ilustracija u nekoliko zbirki pjesama, dnevnom, tjednom i periodičnom tisku.  Autor prvih službenih portreta gradonačelnika Grada Karlovca i župana Karlovačke županije, Predsjednika Republike Hrvatske Franje Tuđmana, te posljednjeg i neabdiciranog kralja Rwande Jean Baptiste Kigeli V. (1936-2016.).
Predavao je u osnovnom, srednjem i visokom školstvu, te sudjelovao u nekoliko programa kontinuiranog i cijelo-životnog obrazovanja. Autor je službenog grba Općine Kamanje u Karlovačkoj Županiji.
Član je HDLU Zagreb od 1995. godine, član HDLU-Zagreb, član LIKUM-a Zagreb, Međunarodnog društva za kinesku kaligrafiju i slikarstvo tušem, Tokyo i INSEA-Hrvatska, Zagreb. 
Bio je aktivan u nizu drugih udruženja i organizacija u Hrvatskoj i inozemstvu. Student-dragovoljac Domovinskog rata 1991/92.

### Likovna kritika i kulturni utjecaj
O Krupinom radu pisali su Muić, Baldani, Špoljarić, Albaneže, Plevnik, Berlakovich, Španićek, Stergar i drugi. 
Tako, kustos Umjetničkog paviljona u Zagrebu Stanko Špoljarić, između ostaloga, ovako opisuje Krupin izričaj: "Svojstvena mu krokijevska lakoća crteža dozvoljava da zabilježi svaku mjenu prirode, koju i crnilo linija registrira i intezitetom kretnje, kratkog udara i elegancije izduženog obrisa.
Krupa suvereno vlada kompozicijom, zgusnutošću i otvorenošću "masa", ostvarujući reduciranim sredstvima i prostornost i ugođajnost. Dajući bjelini papira maksimalni likovni aktivitet. Krupa uspijeva povezati neposrednost u tvrobi crtačkog tkanja i "racionalnost" u organizaciji djela, igru iza koje se krije znalac."
Nikola Albaneže (1960. – 2022.) piše o Krupinom slikarstvu povodom izložbe "G90-Generacija 90-tih" 2000-te godine: "Za slikara kojemu je rukopis-u rasponu od akademske preciznosti do lapidarnog krokijevskog bilježenja-tako važno izražajno sredstvo, kao što je u slučaju Alfred Freddyja Krupe, nadasve je sretna okolnost mogućnost boravka i slikarskog usavršavanja u Japanu za razvoj upravo takvih predilekcija. 
Ugrađujući japansku kaligrafsku tradiciju u vlastitu sklonost lirskom posvojenju pejsažnih motiva Krupa se je na osebujan način približio ekspresivnom ambigvitetu crteža.
Zadržavajući prepoznatljive naznake odabranih krajolika, njegov crtež sada razvija potpuno autonomne vrijednosti gestualnosti što ga dovodi na rub apstrakcije. Već je ranije u svojim akvarelima pokazao umijeće u kontroliranju nanošenja pigmenta na papir.
Intenzivirane crno-bijele redukcije kineskog tuša nanesenog snažnim potezom na nježan japanski papir samo su pojačale te izražajne kvalitete u odnosu između prikaza i podloge.
Iluzionistička uvjerljivost ustupila je mjesto specifičnom stvaralačkom naponu kao izrazu upravo te suzdržane, suspregnute eksplicitnosti."
Jeffrey Grunthaner (kustos i berlinski urednik WhiteHot Magazina suvremene umjetnosti Noaha Beckera, New York) piše u ožujku 2022.: Relativno malen opseg umjetničkog svijeta u Krupinoj rodnoj Hrvatskoj samo je pojačao tendenciju visokog modernizma koja se provlači kroz njegov rad. Za razliku od većine umjetnika koji rade, Krupa može istinski tvrditi da je avangarda - makar samo zato što se čini da sumporne pare rata i egzistencijalne patnje nakon korumpiranog i nepoštenog poslijeratnog establišmenta proizlaze iz njegovog rukovanja tušem, čineći ga manje umjetničkim medijem, a više nalik naprednoj tehnologiji koja dokumentira živčane potrese koji prate naše svijest o unutarnjim i vanjskim sukobima.
Georgina Magklara (kustosica u berlinskoj galeriji ChromArt) u jesen 2023. godine zaključuje: Mora se priznati Krupin utjecaj na međunarodnu umjetničku zajednicu da bi se raspravljalo o njegovom pionirskom radu. Cijenjeni povjesničari umjetnosti i stručnjaci za umjetnost kao što su Jurgen Weichardt 2016., Francesco Scagliola 2017., Ante Vranković 2018. i Elena Martinique 2019., istraživali su dubine Krupinog jedinstvenog pristupa. Njihova znanstvena nastojanja rasvijetlila su zamršenu tapiseriju utjecaja koji oblikuju njegovu umjetnost i duboki značaj njegovih doprinosa svijetu modernog slikarstva tušem.
Inozemni umjetnički mediji između ostaloga pišu: "Alfred Freddy Krupa je predani hrvatski umjetnik čija se djela pojavljuju na izložbama, nagradama i publikacijama diljem svijeta - uključujući Hrvatsku, Belgiju, Japan, Pakistan i SAD. Uvijek istražujući amalgamaciju različitih stilova, kao i povezujući različite znanstvene i umjetničke teorije, stvara tuš na papiru koji odražava minimalistički, matematički pristup. Svaki od Krupinih djela spontan je, sirov i izravan, ostvarujući osobni i autentični umjetnički potpis."(Alyssa Perrott, Paris, 2019.)
2007. godine Međunarodni institut za istraživanje tržišta "Badan Rynkowych" za potrebe naručioca, tada novoosnovanog Muzeja moderne umjetnosti u Varšavi (Muzeum Sztuki Nowoczesnej - MSN) proveo istraživanje razmišljanja o muzeju, nagrađenom projektu zgrade muzeja, te o virtualnom umjetničkom forumu. Prema tom istraživanju Krupa je među 70 umjetnika koji danas stvaraju, a koje poljski internetski surferi-ljubitelji suvremene i moderne umjetnosti najviše žele vidjeti u budućem postavu Muzeja moderne umjetnosti u Varšavi.
Nagrađen s velikim brojem nagrada i priznanja u inozemstvu.
Irski pjesnik Gabriel Rosenstock, u suradnji s izdavačem Cross-Cultural Communications of New York, objavio je trojezičnu knjigu pod nazivom 'Brightening of Days' sastavljenu od haiku pjesama u tanka formi (5-7-5-7-7 slogova), na irskom, engleskom i hrvatskom jeziku, kao odgovor na umjetnička djela hrvatskog umjetnika Alfreda Freddyja Krupe.

### Javne umjetničke zbirke
Zastupljen je u Muzeju moderne umjetnosti (MoMA) u New Yorku (MoMA Manhattan Artists Book Collection), Šleskom Muzeju (Muzeum Slaskie)-Katowice, Poljska, u Nacionalnom muzeju akvarela (Museo Nacional de Acuarela Alfredo Guati Rojo)-Mexico City, Mexico, te Kabinetu grafike HAZU, Gradskom Muzeju Karlovac, kao i drugim javnim i privatnim zbirkama u Litvi, SR Njemačkoj, SAD-u, Bugarskoj, Italiji, BiH i Hrvatskoj. Britanski galerijski sustav Tate u svoju posebnu zbirku (Special Library Collection, Tate Britain-London) uvrstio je uz monografiju "Alfred Freddy Krupa" izdavača ITG-Zagreb i jedan originalan Krupin rad iz 2013. godine ("Neo Minimalism", 21 x14.5 cm, tuš/kolaž).

## Vanjske poveznice
- Mistika voda u slikarstvu Alfreda F. Krupe
- Alfred F. Krupa - Overcoming a Personal Holocaust